# Вилем Ейнтховен
 Вилем Ейнтховен или Айнтховен (на нидерландски: Willem Einthoven) е нидерландски лекар и физиолог. Той изследва електричните свойства на сърцето и създава електрокардиографа. През 1903 г. прави практически първата електрокардиограма (ЕКГ), за която през 1924 г. получава Нобелова награда за физиология или медицина.

## Биография
Роден е на 21 май 1860 година в Семаранг на остров Ява (днес Индонезия). Баща му, който по професия е лекар, умира, когато Вилем е още дете. Заедно, Вилем и майка му се връщат в Нидерландия през 1870 г. и се установяват в град Утрехт. През 1885 г. Ейнтховен получава медицинско образование от Утрехтския университет. През 1886 става професор в Лайденския университет.
Умира на 29 септември 1927 година в Лайден на 67-годишна възраст.